# برتونيلة فلورنسية
برتونيلة فلورنسية (الاسم العلمي: Bartonella florencae) هي نوع من البكتيريا تتبع جنس البرتونيلة من فصيلة البارتونيلات.